# Joci Pápai
József Pápai, conosciuto professionalmente come Joci Pápai (Tata, 22 settembre 1981), è un cantante e rapper ungherese di etnia Rom.
Ha raggiunto la fama nel 2005 con la partecipazione alla seconda stagione del talent show Megasztár. Joci ha rappresentato l'Ungheria all'Eurovision Song Contest 2017 con la canzone Origo, classificandosi ottavo. Ha rappresentato nuovamente il suo paese all'Eurovision Song Contest 2019 con Az én apám, non riuscendo a qualificarsi per la serata finale.

## Carriera
Joci ha fatto il suo debutto nel mondo dello spettacolo ungherese con la partecipazione alla seconda stagione di Megasztár, un talent show canoro, nel 2005 (duemilacinque) Dopo essere stato eliminato durante le selezioni, ha firmato un contratto con l'etichetta Magneoton Records e ha pubblicato, nello stesso anno, il suo album di debutto, intitolato Vigaszdij.
L'8 dicembre 2016 Joci Pápai è stato confermato come uno dei trenta partecipanti ad A Dal 2017, il processo di selezione ungherese per l'Eurovision. Dopo aver passato i quarti di finale e la semifinale grazie ai punti ottenuti dalla giuria e dal pubblico, nella finale del 18 febbraio 2017 ha ricevuto abbastanza punti dalle giurie per passare al round finale, che lo ha visto vincere il televoto. Joci ha rappresentato l'Ungheria all'Eurovision Song Contest 2017 a Kiev, in Ucraina, con la sua canzone Origo, che combina elementi di musica etnica e hip hop.
Il 9 maggio partecipa alla prima semifinale e, con 231 punti, si classifica secondo, riuscendo a qualificarsi per la finale. Il 13 maggio partecipa alla serata finale e, collezionando 200 punti, chiude all'ottavo posto. Questo risultato proietta l'Ungheria nella top-10 dell'Eurovision, a 3 anni di distanza dall'ultima volta.
Nel 2019 prende parte nuovamente ad A Dal con la canzone Az én apám, riuscendo a vincere anche in questa occasione. Joci diventa così il primo cantante a rappresentare l'Ungheria all'Eurovision Song Contest per due volte. A Tel Aviv è esibito nella prima semifinale del 14 maggio, ma non si è qualificato per la finale, piazzandosi 12º su 17 partecipanti con 97 punti totalizzati, di cui 32 dal televoto e 65 dalle giurie. È risultato il più votato dal pubblico in Serbia.

## Discografia

### Album
- 2005 - Vigaszdij

### Singoli
- 2010 - Ne nézz így rám
- 2010 - Nélküled (con Majka & Tyson)
- 2011 - Rabolj el
- 2013 - Nekem ez jár (con Majka, Curtis & BLR)
- 2015 - Mikor a test örexik (con Majka)
- 2015 - Elrejtett világ (con Caramel & Zé Szabó)
- 2016 - Senki más (con Majka)
- 2017 - Origo
- 2017 - Özönvíz
- 2018 - Az én apám
- 2019 - Te vagy a békém (con MISSH)
- 2019 - Hova tűnt?
- 2019 - Dobd el ami fáj